# Macedonia en los Juegos Paralímpicos de Atenas 2004
Macedonia estuvo representada en los Juegos Paralímpicos de Atenas 2004 por tres deportistas, dos hombres y una mujer.

## Medallistas
El equipo paralímpico macedonio obtuvo las siguientes medallas:
| Nombre           | Deporte | Evento                        |
| ---------------- | ------- | ----------------------------- |
| Oro              |         |                               |
| —                |         |                               |
| Plata            |         |                               |
| Vanco Karanfilov | Tiro    | Pistola de aire SH1 masculino |
| Bronce           |         |                               |
| —                |         |                               |